# Kanton Rezé-2
Der Kanton Rezé-2 (bretonisch Kanton Reudied-2) ist seit 2015 ein französischer Wahlkreis im Arrondissement Nantes, im Département Loire-Atlantique und in der Region Pays de la Loire.

## Geschichte
Der Kanton entstand bei der Neueinteilung der französischen Kantone im Jahr 2015. Die Bewohner gehörten früher zum Kanton Rezé.

## Lage
Der Kanton liegt in der Südhälfte des Départements Loire-Atlantique.

## Gemeinden
Der Kanton Rezé-2 umfasst Teile der Stadt Rezé: die Quartiere Barbonnerie, Basse-Lande, Château, Galarnière, Haut-Landreau, Naudières, Petit-Bois, Petite-Lande, Saint-Paul und Trocardière.

## Politik
Im 1. Wahlgang am 22. März 2015 erreichte keines der sechs Wahlpaare die absolute Mehrheit. Bei der Stichwahl am 29. März 2015 gewann das Gespann Samuel Landier/Malika Tararbit (beide PS) gegen Brigitte Dousset/Antoine Gautier (beide Union de la Droite) mit einem Stimmenanteil von 63,89 % (Wahlbeteiligung:44,58 %).
| Vertreter im conseil général des Départements | Vertreter im conseil général des Départements | Vertreter im conseil général des Départements |
| Amtszeit                                      | Name                                          | Partei                                        |
| --------------------------------------------- | --------------------------------------------- | --------------------------------------------- |
| 2015–                                         | Samuel Landier Malika Tararbit                | PS                                            |